# Штормовое предупреждение (фильм, 1951)
«Штормовое предупреждение» (англ. Storm Warning) — нуаровый триллер режиссёра Стюарта Хейслера, вышедший на экраны в 1951 году.
Фильм, поставленный по сценарию Дэниела Фукса и Ричард Брукс, рассказывает о манекенщице Марше Митчелл (Джинджер Роджерс), которая приезжает в небольшой южный городок навестить свою младшую беременную сестру Люси (Дорис Дэй). Случайно она становится свидетельницей убийства прогрессивного журналиста группой местных жителей в костюмах Ку-клукс-клана, среди которых оказывается и муж её сестры (Стив Кокран). Первоначально ради блага сестры Марша отказывается давать показания окружному прокурору (Рональд Рейган), однако после ряда событий пересматривает своё отношение, что позволяет разоблачить влиятельную ку-клукс-клановскую организацию в городе.
Наряду с такими фильмами, как «Перекрёстный огонь» (1947), «Мозаика» (1949), «Выхода нет» (1950), «Печать зла» (1957) и «Ставки на завтра» (1953), эта картина относится к поджанру социальных нуаровых триллеров, затрагивающих тему расовой и национальной ненависти.

## Сюжет
Нью-йоркская манекенщица Марша Митчелл (Джинджер Роджерс) вместе с представителем дома модной одежды направляется на демонстрацию новой коллекции в город Риверпорт. Вечером их автобус делает десятиминутную остановку в небольшом южном городке Рок Пойнт, однако Марша решает остаться здесь на ночь, чтобы навестить свою младшую сестру Люси Райс (Дорис Дэй), которая недавно вышла замуж и поселилась в этом городе. Сойдя с автобуса, Марша удивляется странному поведению горожан: водитель автобуса нервно смотрит на часы и уезжает раньше времени, таксист в униформе отказывается везти её, а владельцы магазинов по всей улице гасят свет в витринах и спешно закрываются. Марша едва успевает сдать в камеру хранения свой чемодан, после чего вынуждена идти десять кварталов пешком по тёмным и пустынным улицам до развлекательного центра, где Люси работает в ночную смену.
Однако пройдя всего пару кварталов, Марша видит, как разъярённая толпа мужчин в ку-клукс-клановских балахонах и колпаках выволакивает из здания тюрьмы связанного пленника с кляпом во рту, по дороге избивая его. Неожиданно пленнику удаётся вырваться, и он пытается спастись бегством, но один из ку-клукс-клановцев дважды в него стреляет и убивая наповал. Толпа клановцев окружает убитого, и Марша, которая спряталась за углом, успевает рассмотреть лица двух человек, которые сняли колпаки. Когда в окнах тюрьмы загорается свет, клановцы садятся в машину и спешно уезжают. Шокированная Марша, наконец, добирается до развлекательного центра, где, задыхаясь от волнения, рассказывает Люси об увиденном. Люси догадывается, что жертвой Ку-Клукс-Клана стал Уолтер Адамс, репортёр, который две недели назад приехал в Рок Пойнт и устроился на работу в телефонную компанию, но тайно проводил журналистское расследование и писал статьи о Клане. Полиция решила положить конец его разоблачительным материалам, которые якобы негативно влияют на атмосферу в городе, и арестовала журналиста по ложному обвинению в вождении в пьяном состоянии. В развлекательном центре Марша видит двух мужчин, которые принимали участие в убийстве журналиста.
Тем временем, на место убийства приезжает окружной прокурор Бёрт Рэйни (Рональд Рейган), который опрашивает свидетелей. Однако люди не сообщают ничего по существу, так как либо сочувствуют клановцам, либо слишком напуганы возможной местью с их стороны. Двое полицейских, охранявших тюрьму, которые при нападении получили травмы головы, заявляют, что не могли сдержать нападавших и защитить арестованного, так как тех было значительно больше.
После работы беременная Люси приглашает Маршу к себе домой, где они ожидают возвращения с работы её мужа Хэнка Райса (Стив Кокран), который работает водителем грузовика на местной фабрике. Во время знакомства с Хэнком Марша с ужасом узнаёт в нём одного из двух ку-клукс-клановцев, лица которых она видела на месте убийства. Когда Марша и Люси, как им кажется, остаются на несколько минут наедине, Марша говорит сестре, что видела её мужа среди клановцев. Подслушавший этот разговор Хэнк сначала всё отрицает, но затем, под давлением Марши сознаётся. Он начинает рыдать и говорит, что был пьян, и что его принудили идти вместе с остальными, и что никто не собирался убивать журналиста. Они лишь хотели поговорить с ним и убедить его прекратить свою критику и покинуть город. Затем Хэнк отчаянно пытается убедить Маршу ни о чём не рассказывать властям, как ради своей собственной безопасности, так и ради сестры. Люси прощает мужа, решая для себя, что он был не в силах что-либо изменить. Однако Марша, которая по-прежнему считает его злодеем, тем не менее ради блага сестры соглашается на следующее утро уехать из города и «забыть» о происшедшем. После этого Хэнк спешно направляется в развлекательный центр, чтобы посоветоваться по поводу Марши ку-клукс-клановским главарём и по одновременно владельцем местной фабрики Чарли Барром (Хью Сандерс), который поручает Хэнку проследить за тем, чтобы Марша не заговорила. Там же вскоре появляется и прокурор Рэйни, который установил, что верёвка, найденная на месте убийства Адамса, принадлежит компании Барра. Однако Барр отвергает все обвинения в свой адрес, а владелец развлекательного центра Джордж Этенс подтверждает, что Барр провёл там всю ночь. В развлекательном центре Рэйни узнаёт о том, что в город вечерним автобусом приехала Марша, которая соответственно могла видеть, как произошло убийство. Тем временем Барр проводит на фабрике совещание со своими влиятельными сторонниками, из которого становится ясно, что Клан контролирует весь криминальный бизнес города, занимается рэкетом, связан с коррумпированными чиновниками и планирует взять под свой контроль всю власть в городе.
Ранним утром Хэнк отвозит Маршу на автовокзал, однако когда она забирает свой чемодан из камеры хранения, помощник прокурора останавливает её и приглашает в офис Рэйни на беседу. В кабинете у Рэйни Марша заявляет, что была на месте убийства, но там было слишком темно, чтобы можно было различить лица нападавших. Но когда она случайно проговаривается, что убийцы были в клановских колпаках, Рэйни задерживает её в городе для проведения дальнейшего дознания, а сам назначает коронерский суд, намереваясь выдвинуть обвинения против всех членов местной клановской организации. Он передаёт ей повестку в коронерский суд, заседание которого состоится днём. Проведение коронерского суда вызывает ажиотаж в городе. Ожидая сенсации, на него приезжают и журналисты из других городов. Тем временем дома у Рэйни группа добропорядочных влиятельных горожан уговаривает его отказаться от попыток провести расследование, за которым могут последовать массовые аресты, так как это скажется негативно как на отношениях между горожанами, так испортит репутацию города в деловом мире. Однако Рэйни непреклонен и направляется в суд, где ключевой свидетельницей должна выступить Марша. Перед самым заседанием Барр приходит к Райсам домой, где предупреждает Маршу, чтобы во время допроса под присягой она не упоминала о Клане, потому что если всё выплывет наружу, за убийство Адамса будет повешен Хэнк. Тем временем Марша умоляет Люси оставить мужа, но та слишком сильно его любит и не готова прислушаться к мольбам сестры. Под давлением как сестры, так и клановцев Марша решает не говорить правду в суде. В итоге на коронерском суде никто, включая Маршу, не даёт свидетельских показаний об убийстве, позволяющих выдвинуть обвинения против Клана, и суд относит вину за смерть Адамса на счёт неизвестных преступников. После суда Рэйни говорит Марше, она дала Клану право устанавливать порядки в городе по своему усмотрению.
Ку-клукс-клановцы вместе со своими сторонниками празднуют успех в развлекательном центре, издеваясь над теми немногочисленными гражданами, которые их не поддерживают. Марша зло разговаривает с Хэнком, который чувствует себя королём вечера, а затем уходит домой, чтобы забрать свои вещи и уехать из города. Когда она одна в доме, в одной комбинации готовится к отъезду, неожиданно появляется Хэнк. Находясь в состоянии повышенного сексуального возбуждения, он сначала пытается заигрывать с Маршей, а потом грубо набрасывается на неё, пытаясь изнасиловать. В этот момент в доме появляется Люси, которая останавливает мужа. Разъярившийся Хэнк несколько раз грубо толкает жену, после чего Люси решает уехать вместе с сестрой. Марша в свою очередь заявляет Хэнку, что теперь, когда сестра уезжает вместе с ней, она обязательно даст показания против него и против Клана. Тогда Хэнк избивает Маршу и с помощью двух подъехавших клановцев силой доставляет её на массовый слёт сторонников Клана, который происходит в соседнем лесу. Марша решительно заявляет Барру, который председательствует на этом мероприятии, что, когда окажется на свободе, обязательно обо всём расскажет прокурору. Барр приговаривает Маршу к телесному наказанию: на фоне горящего креста двое клановцев держат её за руки, а третий стегает кнутом. В этот момент появляется Люси, которая приводит с собой Рэйни и его коллег. Барр приказывает спрятать Маршу и заставить её молчать. Когда Рэйни подходит к Бару, тот начинает ему угрожать и требует, чтобы прокурор немедленно покинул мероприятие. Не обращая на него внимания, Рэйни обыскивает место слёта, и вскоре находит рыдающую Маршу, которую держат двое клановцев. После заявления Марши в том, что убийство Адамса совершили люди из Клана, Рэйни требует от Барра объяснений. Прижатый к стенке, Барр указывает на Хэнка как на убийцу. В этот момент Хэнк выхватывает у одного из клановцев пистолет и пытается застрелить Маршу, однако попадает в Люси, которая случайно закрывает сестру. После этого выстрела, один из копов расстреливает Хэнка из автомата. Полиция арестовывает Барра, после чего остальные клановцы сбрасывают свои костюмы и разбегаются. Люси умирает на руках Марши, рядом с которой стоит Рэйни, пытаясь её утешить.

## В ролях
- Джинджер Роджерс — Марша Митчелл
- Рональд Рейган — Бёрт Рэйни
- Дорис Дэй — Люси Райс
- Стив Кокран — Хэнк Райс
- Ллойд Гоф — Раммел
- Хью Сэндерс — Барр
- Гарри Харви — мистер Лоуден (в титрах не указан)
- Даббс Грир — судебный пристав (в титрах не указан)
- Росс Эллиотт — Глен (в титрах не указан)

## История создания фильма
Как отмечает историк жанра нуар Эдди Мюллер, когда компания «Уорнер бразерс» назначила Джерри Уолда продюсером этого фильма, «он решил сделать картину со смыслом, замаскированную под криминальный триллер, нечто вроде очень успешного фильма студии RKO „Перекрёстный огонь“ (1947)», в котором сюжет о ночной охоте на преступника был использован для мощного заявления против антисемитизма. Уолд даже нанял в качестве одного из сценаристов Ричарда Брукса, по роману которого был поставлен фильм «Перекрёстный огонь» (роман назывался «Кирпичная лисья нора»). Соавтором сценария стал «всегда надёжный Дэниел Фукс, который написал изначальную историю этого фильма». Годом ранее Фукс запомнился своей работой «над умным триллером Элии Казана „Паника на улицах“ (1950)».
Первоначально в качестве режиссёра Уолд рассматривал кандидатуру Фреда Циннемана, но тот был занят, и тогда «Уолд обратился к Хейслеру, который идеально подошёл для этой работы». Хейслера широко помнят в качестве режиссёра, работавшего с выдающимися актрисами, в частности, он привёл к «Оскарам» Сьюзен Хэйворд — за фильм «Катастрофа: история женщины» (1947) и Бетт Дейвис — за фильм «Звезда» (1952). Однако, по мнению Миллера, «нуаровые гибриды Хейслера — „Среди живущих“ (1941) и „Стеклянный ключ“ (1942) — несут совсем не то визуальное воздействие, как фильмы Уэллса, Манна или Сиодмака».
На роль Марши «Уорнер бразерс» первоначально назначила Лорен Бэколл, но после того как та отказалась, студия приостановила с ней контракт, а некоторое время спустя и вовсе разорвала его. По информации «Лос-Анджелес таймс» от 22 октября 1949 года, Бэколл заявила: «Я не кукла и не личная собственность студии „Уорнер бразерс“, чтобы делать то, что она считает подходящим». На следующий день после отказа Бэколл на роль была назначена Джинджер Роджерс.
По информации «Голливуд репортер», производство фильма началось 28 ноября 1949 года с двухнедельных натурных съёмок в Короне, Калифорния. По словам Стеррита, «в Короне, по общему мнению, среди горожан было много ку-клукс-клановцев. Один из них якобы даже подошёл к Рональду Рейгану и предложил киношникам взять у него напрокат ку-клукс-клановские балахоны».
Рональд Рейган, который был контрактным актёром студии «Уорнер бразерс» с 1937 года, после этого фильма решил уйти со студии.

## Оценка фильма критикой

### Общая оценка фильма
Как сразу после выхода на экраны, так и в более поздние годы критика оценила этот фильм достаточно позитивно, особенно оценив его драматическую составляющую и игру основных актёров, хотя разработка в фильме социальной темы показалась многим слишком робкой и беззубой. Босли Кроутер назвал в «Нью-Йорк таймс» картину «гладко, но механически сделанной мелодрамой, которой при всей её внешней действенности не хватает реального содержания и глубины». По мнению критика, фильм может оказать «определённое шокирующее воздействие на зрителя, но не углубляется в более драматические вопросы „как“ и „почему“». Ведущий историк жанра фильм нуар Эдди Мюллер полагает, что хотя "сценарий, возможно, и бесхребетен, но в целом фильм блестяще сделан и чрезвычайно увлекателен. Кроме того, это «возможно, лучшая режиссёрская работа Стюарта Хейслера, где вместе с оператором Карлом Гатри он превращает провинциальный южный городок в смертоносный нуаровый ночной пейзаж». По мнению критика, «это искусно сделанная драма „на тему“», в которой слабость в выражении социального аспекта истории великолепно спрятана под слоем «глубокой, мрачной нуаровой патины». Историк фильма нуар Спенсер Селби охарактеризовал картину как «мощный, подзабытый триллер „Уорнер бразерс“, проблемная тематика которого раскрывается в рамках полностью целостного нуарового контекста». Современный критик Крейг Батлер, назвав его «интересным, хотя и устаревшим и временами упрощённым фильмом с социальным подтекстом», отмечает, что в целом это «достаточно увлекательный маленький фильм с неожиданным актёрским квартетом». Но этот «странно составленный квартет работает очень хорошо, удерживая фильм на уровне, несмотря на большой объём нравоучений (и некоторых небрежностей) в сценарии». По мнению Майкла Кини, «фильм доставляет наслаждение благодаря плотно сплетённому сценарию и крепкой актёрской игре», но при этом он «страдает от отсутствия реализма — слово „раса“ не произносится ни разу; никто не говорит с южным акцентом; члены Клана изображены как наивные простаки в окружении Имперского мага, единственным мотивом которого является финансовая прибыль, а единственные чёрные лица на экране видны только в массовых сценах». Кинокритик Деннис Шварц называет картину «социально ориентированным фильмом студии „Уорнер бразерс“, который является хорошим зрелищем, но тривиально подаёт серьёзную тему расовой ненависти с неадекватным изображением Ку-клукс-клана, уделяя больше внимания мелодраме, чем проблематике картины». Историк кино Дэвид Стэррит особенно выделяет тревожное начало фильма, однако затем, по его мнению, в сценах дознания фильм «отчасти теряет свою повествовательную энергию», после чего следует серия обычных для судебного нуара сюжетных ходов. Фильм вновь набирает силу в сценах общения Хэнка с сёстрами, и наконец «сильное воздействие оказывает финал, когда Маршу силой доставляют на слёт Клана, где она довольно реалистично публично хлещут кнутом».

### Социальная и расовая проблематика в фильме
По мнению Кроутера, фильм вновь демонстрирует "ту же страсть к социальной борьбе, которую «Уорнеры» показывали много лет назад с такими решительными и злыми картинами, как «Чёрный легион» (1937) и «Они не забудут» (1937). Он пишет, что темой вновь является «высокомерие и жестокость Ку-клукс-клана в пугающем и гнетущем небольшом сообществе, предположительно, на Юге». Во многих сценах, показывающих нравы маленького городка, демонстрируется «неподатливость и предубеждённость безразличных и напуганных людей», а также «пугающее понимание того, что опасно глупый и хвастливый человек неминуемо становится орудием в руках безжалостного главаря».
Современные критики тем не менее обращают внимание на то, что острота социальной критики в картине была существенно смягчена. В частности, Эдди Мюллер пишет, что "где-то на стадии предпродашна руководители «Уорнер бразерс» «лишили сценарий его когтей и клыков», а «его лай стал странным образом кротким и смиренным». Несмотря на то, что «студия в собственной рекламе поздравила себя с тем, что сделала фильм, „потрясающий настолько, насколько отваживался экран“», однако в плане разоблачения Ку-клукс-клана фильм выглядит очень слабо. Мюллер считает, что «взяться за тему Клана, а затем вообще удалить какое-либо упоминание о его расизме или религиозном фанатизме — показав вместо этого нищих южан-фашистов в качестве заурядных головорезов, которые держат свой город в чистоте от „северного“ влияния — попахивает трусостью». Особенно если сравнить его «с другим фильмом, сделанным практически в то же самое время — „Выхода нет“ (1950) студии „Фокс“ — который продемонстрировал неустрашимый взгляд на расизм». Кроме того, жертвой в фильме обязательно должен быть чёрный человек, но вместо этого представлен «пронырливый репортёр», который хочет разоблачить Клан, просто «хороший человек», который «не заслуживал смерти». Мюллер считает, что при таком подходе, «несмотря на все праведные потуги, фильм никогда не вызовет того морального негодования», на который он рассчитывает, а «белая жертва станет всего лишь очередным тупиковым сюжетным ходом в этой мелодраме». Мюллер резюмирует: «Если бы они набрались смелости и показали кучку скоморохов в простынях, красочно убивающих чёрного человека — а затем заставили бы своих персонажей отнестись к этому случаю как к простой приправе в своей южной сексуальной драме — это было бы по-настоящему тревожно и морально возмутительно… и более аутентично. Вместо этого, самым отвратительным поступком Клана становится публичное стегание кнутом извивающейся Джинджер Роджерс».
Стерритт отмечает, что «студия „Уорнер бразерс“ делала „Штормовое предупреждение“ как картину на социальную проблематику». При этом «хотя главным делом реального Ку-Клукс-Клана всегда был терроризм и подавление по расовому признаку, жертвой убийства в фильме является белый человек; в кадр попадает лишь считанное число афроамериканцев, да и те — в массовых сценах». Кроме того, «Клан, который в сценарии так ни разу и не называется своим именем, кажется, более заинтересован в финансовых преступлениях, чем в продвижении белого превосходства». Шварца также поразило то, что «вопрос о расовой ненависти Клана ни разу не поднимается». В этом фильме «члены Ку-Клукс-Клана, кажется, интересуются только тем, чтобы убрать посторонних из своего города, одеваются в свои балахоны только для того, чтобы выглядеть крутыми, и используют Клан для прикрытия своей воровской криминальной деятельности». С ними согласен и Батлер, заметивший, что «создатели фильма могли бы проявить немного больше мужества в показе расовой ненависти Ку-клукс-клана», хотя фильму и «удаётся достаточно чётко донести послание об опасностях насилия со стороны толпы и бандитов в колпаках».

### Нуаровые особенности фильма
Критики отмечают многие аспекты фильма, позволяющие его причислить к жанру нуар, среди них тревожная постановка, визуальный ряд и общая напряжённая атмосфера. Как замечает Эдди Мюллер, «судя по началу картины, это нуар: незнакомка в городе, сокрытие убийства, семейный конфликт, страдание от сознания вины, зло, которое скрывается под спокойной поверхностью города. Но прямо в переломный момент, когда история может стать либо полномасштабным падением во тьму, либо традиционной „сбалансированной“ историей о борьбе добра со злом, сценарий выводит на арену немногословного окружного прокурора, намеренного очистить Рок Пойнт от его „хулиганского“ элемента. Он южный кузен детектива Финли из „Перекрёстного огня“, человек, который ни разу в жизни не испытывал приступов морального или этического сомнения». Далее, по мнению Мюллера, ряд обстоятельств приводят к утере фильмом доверия к себе как к настоящему нуару. Во-первых, «у Рейгана очень много экранного времени (в его пользу надо сказать, что играет он легко, даже, может быть, слегка слишком дружелюбно), в результате чего стоящая перед Маршей проблема — должна ли она доносить на мужчину, которого любит её сестра? — теряет свою остроту». Кроме того, «с точки зрения повествования, отличительной чертой настоящего нуара является история, которая почти всегда следует — субъективно и сочувственно — за своим главным персонажем. Однако, в качестве главного героя Марша слишком мало ставит на карту. Она либо даст показания, либо нет… в любом случае, она сядет в автобус и к концу истории вернётся к своей нормальной жизни». А вот её сестра попала в ловушку и живёт действительно нуаровой жизнью. «Если бы фильм поставил в центр событий её, это был бы драматически более сильный ход».

### Сравнения с «Трамваем „Желание“»
Некоторые критики обратили внимание на определённое сходство фильма с пьесой Теннесси Уильямса «Трамвай „Желание“», в особенности, это касается персонажа Хэнка Райса и его взаимоотношений с Маршей. В частности, Мюллер отмечает, что "фильм наиболее силён, когда придерживается отвратительных движущих сил «Трамвая „Желание“», где над двумя женщинами доминирует похотливый мужлан, которого Стив Кокран играет с «обычным для себя сочетанием очарования ручной собачонки и свирепости набрасывающегося пса. Сходства с „Трамваем“ доходят почти до плагиата, когда Кокран пытается изнасиловать сестру жены. Но то, как Кокран играет Хэнка Райса, не наводит на мысль о Стэнли Ковальски. Скорее, вы могли бы спутать его с Элвисом Пресли, если бы того не зацепила „расовая“ музыка, в которой он нашёл своё призвание».

### Оценка работы режиссёра и творческой группы
По мнению Дениса Шварца, «сценаристы Ричард Брукс и Дэниел Фукс попытались соединить социальную тематику с триллером, но проработав кое-как фундаментальные социальные проблемы, они сделали главный акцент на более увлекательные сцены экшна», а Хейслер, пытаясь создать «правильный антиклановский фильм, добавил в него различные формы жестокости и запугивания, которые Клан практикует в маленьком южном городке». Стеррит отмечает, что «Хейслер развивает события в быстром темпе, а его атмосферические длинные планы повышают эмоциональную насыщенность, при этом они не выглядят излишне театральными и надуманными». Он также демонстрирует свой талант, когда надо подчеркнуть некоторые тревожные проблемы, поставленные в фильме. В частности, «в кульминационной сцене слёта ККК он показывает клановца, который поднимает маленького ребёнка, чтобы тому было лучше видно, как пытают Маршу».
Мюллер пишет, что «наибольшее наслаждение от фильма доставляет наблюдение за работой Хейслера на вершине его ремесла, когда она ставит ад из того, что, как он считал, наверняка будет горячим, спорным фильмом. Он безошибочно выбирает, что снимать, движения камеры всегда выхватывают суть происходящего, не вмешиваясь в него, а его монтаж динамичных сцен (фирменный приём Хейслера) не только безошибочный, но и захватывающий». Мюллер полагает, что «Хейслер, вероятно, просчитывал многие эпизоды заранее, что было не так характерно для студийных режиссёров того времени». Далее он отмечает, что «значительная часть визуального очарования картины должна быть отнесена на счёт операторской работы Карла Гатри,… которого не часто связывают с нуаром, но в этом фильме его работа образцовая. Его кадры всегда максимально используют результаты работы художника-постановщика и декоратора, специально не выпячивая их. А освещение просто захватывающее: заманчивые отблески суетливого городского кегельбана, горячий затхлый воздух тюрьмы, мускусная задавленность дощатого любовного гнёздышка Люси и Хэнка, и, что, наиболее памятно, ночные кадры дешёвых забегаловок и автобусных станций, которые напоминают почтовые открытки — по моему мнению, именно это является основной причиной того, почему фильм воспринимается как нуар».

### Оценка актёрской игры
По мнению Кроутера, «Рейган адекватен и скучен, как и любой отмуштрованный окружной прокурор», мисс Роджерс играет «в одном и том же мрачном настроении», а Дорис Дэй "живёт блаженно, словно в музыкальной комедии, в городке с местным уродом (похоже, здесь проехал «Трамвай „Желание“»)".
В отличие от Кроутера, современные критики оценивают актёрскую игру очень позитивно. Так, Эдди Мюллер считает, что одной из самых сильных сторон фильма стало «качество актёрской игры». И «если вы отложили просмотр этого фильма, потому что актёры — кроме Кокрана — кажутся определённо легковесными, подумайте ещё раз». В частности, он считает, что «Рейган играет действительно хорошо», просто сам характер прописан очень поверхностно. И далее: «Я никогда не любил Джинджер Роджерс. Один только её шаблонный образ наглой дамочки не позволяет мне включить „Узкое место“ (1955) в список моих любимых фильмов Фила Карлсона. Здесь, однако, она потрясающа. Весь фильм она играет сдержанно, донося внутреннее беспокойство тихо и убедительно. В её глазах читается осторожность, а на её стареющем лице — усталость, что Роджерс редко допускала на экране». По мнению критика, «Роджерс и Дорис Дэй абсолютно правдоподобны в ролях двух сестёр, а Дэй создаёт великолепный характер, полный очаровательного мужества, которое неожиданно сворачивается в боль и гнев. Её шокирующая смерть в финале является обычным сюжетным приёмом, однако благодаря Дэй она обретает подлинный трагизм».
Батлер полагает, что «не потребуется особого усилия, чтобы смотреть на Рональда Рейгана, который откровенно играет хорошего парня и борца за правду, Никому также не придётся напрягаться, чтобы представить Стива Кокрана в роли отвратительного хулигана». Однако, по его мнению, «никто не ожидает увидеть Джинджер Роджерс в качестве манекенщицы — она, конечно, красавица, но мир высокой моды — это не для неё». Не менее странно видеть «молодую Дорис Дэй в очень драматической роли молодой будущей матери, унижаемой мужем. И уже совершенно точно никто не ожидает увидеть их в качестве сестёр». По мнению Майкла Кини, «Роджерс и Дэй, две актрисы, известные своими мюзиклами, отличны. А вид обычно спокойного и галантного Кокрана в роли не слишком умной деревенщины, может шокировать, но он хорошо справляется с ролью» . Стерритт считает, что «актёрская игра потрясающая, и Роджерс лучше всех. Она мастерски доносит силу и ранимость своей героини на протяжении всего фильма». Дэй «хорошо справляется со своей первой ролью без пения, дополняя свою знаменитую бойкость моментами сомнения и ужаса». Кокран делает Хэнка настолько неприятным, насколько только можно себе представить, хотя этот персонаж очевидно сделан по образцу Стэнли Ковальски из великой мелодрамы Теннесси Уильямса «Трамвай „Желание“», которая как фильм вышла лишь через несколько месяцев после «Штормового предупреждения». Но как бродвейский спектакль «Трамвай „Желание“» (с Марлоном Брандо в роли Стэнли) уже оказал огромное воздействие". Рейган убедительно доносит ощущение власти в роли окружного прокурора, а его легкое прихрамывание — это был первый фильм после того, как он сломал ногу в благотворительной игре в бейсбол — придёт его персонажу дополнительный налёт индивидуальности. В целом, как отмечает Стерритт, «Роджерс и Дэй затмевают Рейгана и Кокрана», однако фильм в целом является прежде всего, «демонстрацией художественного профессионализма Хейслера в проекте, который идеально соответствовал его талантам».